# Universitat de Pisa
La Universitat de Pisa (en italià Università di Pisa) és una de les universitats de major renom d'Itàlia.
La seva seu es troba a Pisa, Toscana, i la seva fundació data del 3 de setembre de 1343 per edicte del papa Climent VI, si bé ja existien estudis de dret des del Segle XI. Compta amb uns 50.000 estudiants. Posseeix el jardí botànic acadèmic més antic d'Europa, fundat el 1544.
La universitat és part del sistema universitari de Pisa, junt amb l'Escola normal superior i el Col·legi Santa Ana d'estudis superiors. Ofereix un conjunt ampli de cursos, però s'especialitza en ciències de la computació, el departament de la qual, creat en la dècada del 1960, va ser dels primers a Itàlia.

## Alumnes notables
- Ovidio Rebaudi, escriptor, químic, investigador, professor, científic.
- Francesco Accarigi, professor de dret civil.
- Giuliano Amato, polític i ex Primer Ministre D'itàlia
- Andrea Bocelli, cantant.
- Filippo Buonarroti, revolucionari.
- Andrea Camilleri, escriptor.
- Giosuè Carducci, poeta, premi Nobel.
- Bonaventura Cavalieri, matemàtic
- Carlo Azeglio Ciampi, expresident de la república italiana.
- Clement Xii, papa.
- Massimo D'alema, polític i ex Primer Ministre D'itàlia
- Enrico Fermi, físic, premi Nobel.
- Galileo Galilei, científic.
- Giovanni Gentile, filòsof.
- Giovanni Gronchi, expresident de la república italiana.
- Girolamo Maggi, investigador del segle Xvi.
- Mario Monicelli, director de pel·lícules.
- Alessandro Natta, exsecretari del Partit Comunista italià.
- Nazario Pardini, poeta i assagista.
- Carlo Rubbia, físic, premi Nobel.
- Adriano Sofri, escriptor.
- Tiziano Terzani, periodista i escriptor.
- Elio Toaff, ex Gran rabí de Roma.
- Vito Volterra, matemàtic.